# Cryptolabis (Cryptolabis) jovialis
Cryptolabis (Cryptolabis) jovialis is een tweevleugelige uit de familie steltmuggen (Limoniidae). De soort komt voor in het Neotropisch gebied.